# Filmska komedija
Komedija je filmski žanr čiji je osnovni zadatak da izazove smijeh kod publike. Ona se bavi smiješnim ljudskim karakterima, osobinama i situacijama, i usmjerena je na ismijavanje čovjekovih mana i slabosti, kao i negativnih pojava u društvu i životu. Osnovni elementi filmske komedije su komični karakteri (likovi), komične situacije i komični dijalog. Prožeta je i elementima ironičnog, poetskog, humorističkog, satiričnog, grotesknog, tragikomičnog, crnohumornog itd. Razvila se iz nijeme burleske u veliki broj podvrsta, preko apsurdne komedije, sentimentalne komedije sa muzikom i plesom, porodične komedije, muzičke komedije, komedije „bijelih telefona”, ležerne građanske komedije, ljubavne komedije itd. Specifično filmska osećanja smiješnog u filmu, savremeni film postiže stvaranjem filmske satire i karakternim glumačkim kreacijama, razvijanjem rediteljskih mizanscensko-montažnih komičnih riješenja, snažnom vizuelnom dinamikom, novom „zvučnom pantomimom” i upotrebom elemenata burleske i slepstika.

## Tipovi komedije
Komedije se generalno dijele u dvije grupe: komedija led (sa dobro tempiranim gegovima, šalama ili skečevima) i komedija situacije koja se javlja unutar priče. Obe vrste se mogu javljati zajedno i obično se preklapaju. Podvrste se javljaju u sintezi sa drugim žanrovima: mjuzikl komedija, horror komedija i tiler komedija. Komedija je podijeljena i u različite podvrste tj. podžanrove: kao što su romantična komedija, krimi, sportska, tinejdžerska, vojna, komedija društvenih klasa itd. Postoji takođe mnogo različitih vrsta, tipova i oblika komedije

### Slepstik komedija
Slepstik je komedija improvizacije, nasilja i destrukcije, kombinacija komedije del arte, vodvilja, pantomime i cirkusa. To je najdinamičniji žanr u ranom periodu kinematografije. Prvi film je „Poliveni polivač”(1895), Luja Limjera. Zbog velike popularnosti kod publike, ubrzo su ga razvili čuveni klovnovi nemog filma: Harold Lojd, Čarli Čaplin, Baster Kiton, Feti Arbakl, Mejbel Normand, Stanlio i Olio itd. Čisti slepstik, destruktivan i bez humanosti, izvanredno je razvio i popularisao Mek Senet, naročito u filmovima u kojima je glavnu ulogu igrala grupa Kistonovih policajaca. Senetovi slepstik filmovi nisu ni komedije situacije ni karaktera, već se sastoje od vizuelnih šaljivih iznenađenja (gegova) i neverovatnih zbivanja. Smešno živi u jednom nerealnom svetu, gde obična logika ne važi. Koristi se magija trikova i montažnih efekata da bi se stvorila smešna kombinacija oštrog kontrasta između onog što se vidi na ekranu i sveta realnosti, 
čije konvencije više ne sputavaju percepciju i maštu gledalaca. Sastoji se od niza vizuelno atraktivnih gegova, čija je osnovna funkcija da zasmeju publiku grubom, primitivnom šalom uz redovno srozavanje dostojanstva junaka. Glavni elementi fabule su besomučne jurnjave i zbrke u kojima se svi sudaraju, tuku i padaju, gađaju tortama i lepljivim materijalima, kupaju u odelu, gutaju predmete, preoblače se itd. Slavko Vorkapić je tvrdio da se u slepstik komediji kretanje ne iscrpljuje samo u jednom kadru, već se produžava u sledećem i kulminira u opštoj vizuelnoj dinamici filma. Po pravilu, ima više kinestetičnosti nego filmovi sa većim umetničkim ambicijama. Rodonačelnik ovog žanra u Francuskoj bio je Max Linder. Iz epohe nemog filma, slepstik se nastavlja i u zvučnom filmu. Dijalog je postao dodatni faktor uspeha, na primer, filmovi Čarlija Čejsa, Edgara Kenedija, Abota i Kosteloa, i naročito braće Marks. U Holivudu 40-ih godina, slepstik postoje suptilniji, a poznate zvezde su Deni Kej i Bob Houp. Džeri Luis je zvezda 50-ih godina, u francuskoj su popularni Luj de Fines, Pjer Eteks i Žak Tati, a u Italiji - Toto. Za 60-te godine, karakteristični su filmovi „Taj ludi, ludi svet” (1963),Stenlija Kramera i „Ti veličanstveni ljudi u svojim letećim mašinama” (1965), Kena Anakina. U Jugoslaviji 80-ih godina, slepstik stil glume uspešno neguju Nikola Simić i Milan Gutović u seriji filmova „Tesna koža”. Recimo još da su „Maska” i „Ace Ventura” takođe oblici slepstik komedije u savremenom filmu. U crtanom filmu kao primjer možemo uzeti „Road Runner” i Tom i Džeri.

### Skrubol komedija
Vrsta američke filmske komedije koja se razvila 30-ih godina. U njoj su dominirale teme iz bračnih života srednjih i viših slojeva društva. Postupci glavnih likova su bili ekscentrični (uvrnuti), što je stvaralo neočekivane situacije po njih, a dijalog je sadržavao mnoštvo erotskih aluzija i dosetki, u smislu rata polova. Nastanak ove komedije podudara se s vremenom duboke ekonomske krize i velike socijalne nesigurnosti, kada su mnoge stvari u životu ljudi bile dovedene u pitanje ili postajale besmislene. Radnja se u ovim filmovima razvijala u brzom tempu, što je ostvarivano, u prvom redu, ritmizacijom dijaloga. Kraj im je bio uvek frenetičan, sa naglim hepiendom, koji je delovao ironično u odnosu na sve ono što se prethodno događalo. Antologijski primeri ovoga žanra su filmovi „Dogodilo se jedne noći” (1934) Frenka Kapre, „Silom dadilja” (1938) Hauarda Hoksa, ili komedije Prestona Stardžesa (“The Great McGinty”, 1940 i “The Miracle of Morgan’s Creek”, 1944.
Još neki primjeri skrubol komedije:
- Kako se udati za milionera
- Neki to vole vruće
- Što te tata pušta samu?
- Riba zvana Vanda
- You've Got Mail
- Kako izgubiti dečka za 10 dana
- Zavedi me, razvedi me

### Romantična komedija
Vrsta filmske komedije koja pored humora sadrži i setnu ili nostalgičnu radnju. U njima se prikazuju likovi koji prolaze kroz razna iskušenja, pri čemu njihova osećanja bivaju ujedno i smešna i tužna. Njihovi postupci su komični, a situacije u kojima se nalaze, izazivaju saosećanje prema njima. Likovi su skloni sanjarenju i sublimiranju svojih ideala. Osnovna ideja romantične komedije je da se dvoje ljudi sretnu i uprkos privlačnosti koja je gledaocima vidljiva, oni ne mogu biti zajedno iz nekih unutrašnjih razloga (ili se jedno drugom ne sviđa ili jedno od njih je zaljubljeno u neku drugu osobu otd.) Ipak na kraju, nakon mnoštva komičnih situacija, jedno od njih shvata da su oni ipak idealan par, što na kraju i postaju. Naravno kraj ne mora uvijek biti ovakav postoje razne varijacije i različiti krajevi.(npr. Venčanje mog najboljeg prijatelja)
Još neki primjeri romantične komedije
- Venčanje mog najboljeg prijatelja
- Kejt i Leopold

### Crna komedija
Vrsta filmova koji u mračnim i opasnim stranama života otkrivaju ono što je smešno ili ih, pak, čine smešnim. Sadrže agresivnu ironiju kojom se zlo u čoveku ili društvu podvrgava ruglu. Najčešće su to triler komedije i komedije strave i užasa, puni jezovitih događaja, zločina, smrti, nasilja i pretnji, verskih i rasnih predrasuda, ali i komedije u kojima se prikazuju sumorna i besperspektivna društvena situacija običnog čoveka ili čitave civilizacije, s tim što sve to prerasta u zabavu, iako se pesimistički ton zadržava u njima. To su filmovi u kojima dominira tzv. crni humor. Dakle stvari koje bi u realnom životu bile prihvatane kao ozbiljne(smrt, ubistvo., bolest, silovanje, ludilo, teror, zavisnost o drogama itd.) u ovoj vrsti komedije se tretiraju na komičan i satiričan način. Primjeri ovoga žanra su filmovi „Arsenik i stare čipke” (1942), Frenka Kapre, „Gospodin Verdu” (1947), Čarlija Čaplina i „Nevolje sa Harijem” (1956), Alfreda Hičkoka. Dvije crne komedije koje ulaze u sam vrh su Dr Strejndžlav Stenlija Kjubrika i M.A.S.H Roberta Altmana.
Primjeri crne komedije:
- Dve čađave dvocevke
- Sneč
- South Park

### Komedija
To je jedna podvrsta crne komedije koja u samom nazivu označava nešto što vas treba načiniti bolesnim ili da izazove mučninu kod gledaoca. Dakle, to bi bila komedija koja na najbolesniji način izaziva smijeh kod gledaoca, obično u seksualnom ili toalet fazonu. Npr. u filmu "American pie" jedan od likova vodi ljubav sa pitom, ili u filmovima "Dumb and Dummer" i jedan od likova na vrlo degutantan način obavlja nuždu u toaletu.
- Ajs Ventura

### Parodija
Vrsta zabavnog, komercijalnog filma koji na komičan i podsmešljiv način oponaša neko drugo, ozbiljno filmsko ili drugo umetničko djelo, obično tako što zadržava oblik i formalne odrednice dela koje parodira, a u njih unosi nov, komičan sadržaj. Cilj parodije je da ismije stil, konvenciju ili motiv ozbiljnog dela. Nikad nije bila važan filmski žanr. Zanimljiv primjer parodije na žanrovske konvencije sreće su u kubanskom filmu "Avanture Huana Kinkina" (1967), Garsije Espinose. Tek početkom 70-ih godina, u SAD su se pojavili novi talenti neobičnog, "iščašenog" humora, Mel Bruks, Džin Vajlder i dr Bruks često parodira poznate američke žanrove: vestern ("Blazing Saddles", 1974), horor ("Young Frankenstein", 1974), hičkokovski triler ("Hignh Anxiety", 1977) ili akcioni film ("Robin Hood: Men in Tights", 1993), ili "Naked gun" (1975), Džeka Smajta i "Ima li pilota u avionu?" ("Airplane", 1980), Džima Abrahamsa, Dejvida Cukera i Džerija Cukera, "Airplane II" (1982), Kena Finklmena, duhovite parodije na filmove katastrofe itd. Lik Džejmsa Bonda uspešno su parodirali Dejvid Niven, Din Martin, Džejms Kobern i Vudi Alen. Kod nas je parodije s manje uspeha snimao Radivoje-Lola Đukić, na primer, parodija vesterna "Zlatna praćka" (1967)
Još neki primjeri parodija:

### Komedija situacije
1. Na televiziji, komedija situacije predstavlja poseban žanr TV serija, vrlo zastupljenih i popularnih na programu mnogih televizija u svetu. Popularni naziv za ovu vrstu komedije je sitkom (engl. sitcom). Najčešće se u njima prati svakodnevni život jedne porodice koja neprestano zapada u smešne situacije, zbog neke nesmotrenosti, netaktičnosti ili dečjih nestašluka. Neke od ovih serija održale su se na američkim televizijskim stanicama nekoliko decenija. 2.Na filmu se pod ovim pojmom podrazumeva svaka komičnost koja je izazvana situacijom u kojoj se našao lik, a u užem smislu, zaseban žanr u kojem komiku izazivaju situacije kroz koje prolaze likovi, obično kao posledica nekog nesporazuma ili pogrešnog postupka, što ih čini smešnim. 